# Liste der Kulturgüter in der Region Engiadina Bassa/Val Müstair
Die Liste der Kulturgüter in der Region Engiadina Bassa/Val Müstair enthält alle Objekte in den Gemeinden der Region Engiadina Bassa/Val Müstair im Kanton Graubünden, die gemäss der Haager Konvention zum Schutz von Kulturgut bei bewaffneten Konflikten, dem Bundesgesetz vom 20. Juni 2014 über den Schutz der Kulturgüter bei bewaffneten Konflikten sowie der Verordnung vom 29. Oktober 2014 über den Schutz der Kulturgüter bei bewaffneten Konflikten unter Schutz stehen.

## Kulturgüterlisten der Gemeinden
- Samnaun
- Scuol
- Val Müstair
- Valsot
- Zernez